# الپوجارا المرینز
الپوجارا المرینز (به اسپانیایی: Alpujarra Almeriense) یک منطقهٔ مسکونی در اسپانیا است که در اندلس واقع شده‌است.

## خصوصیات
الپوجارا المرینز ۸۱۸ کیلومترمربع مساحت و ۱۶٬۰۵۶ نفر جمعیت دارد.